# Volejbal v sedě

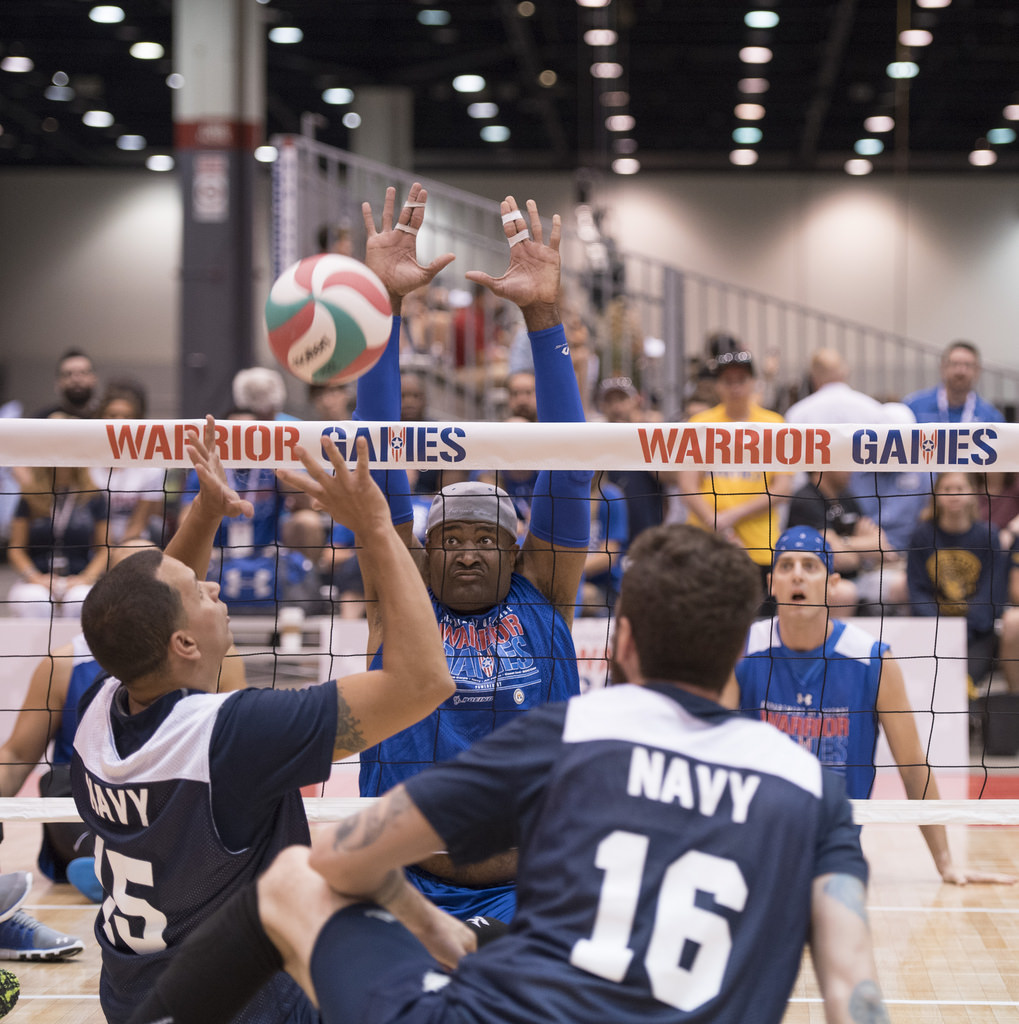
Hráči při volejbale v sedě.

Volejbal v sedě (anglicky sitting volleyball) je kolektivní míčový sport pro handicapované, vhodný hlavně pro osoby, které nemohou stát. Je to síťová hra, jejímž cílem je „udržet míč v letu“. Družstvo tvoří 6 hráčů, kteří musí mít hýždě neustále v kontaktu s plochou hřiště kromě obrany, při které se připouští nadzvednutí hýždí. Stejně jako ve volejbale má každé družstvo povoleno 3 odbití, aby vrátilo míč k soupeři. Odbití míče může být provedeno pouze vsedě nebo vleže. Oproti volejbalu je povoleno blokovat soupeřovo podání.

## Hřiště
Rozměry hřiště jsou 10 m × 6 m, povrch je plochý, vodorovný a jednotný (bez rizika úrazu pro hráče).

### Čáry na hřišti
- koncová (vymezující hřiště)
- střední čára (prochází pod sítí)
- útočná čára (vedena 2 m od střední čáry)

## Potřebné vybavení
- síť (ve výšce 1,05 m pro ženy. 1,15 m pro muže)
- 2 anténky
- míč (obvod 65–67 cm, hmotnost 260–280 g)

## Uspořádání hry
Hra se dělí na dva sety. Set vyhrává družstvo, které jako první dosáhlo zisku 25 bodů (s rozdílem 2 bodů). Hraje se na 3 vítězné sety.